# Gedong Dalem
Gedong Dalem is een bestuurslaag in het regentschap Cilegon van de provincie Banten, Indonesië. Gedong Dalem telt 6262 inwoners (volkstelling 2010).